# ジョニー・キーズ
ジョニー・キーズ（Johnny Keyes、1940年2月21日 - 2018年6月3日）は、アフリカ系アメリカ人のポルノ男優。男優になる前はプロボクサーであった。

## 来歴
1972年のポルノ映画『グリーンドア』の出演が最も有名である。『グリーンドア』にあっては、主演女優のマリリン・チェンバースと45分間にわたるセックスを披露。1980年代には『スウェディッシュ・エロチカ』というシリーズに出演した。
キーズはAVN殿堂、Legends of Erotica、XRCO殿堂、アーバンXアワード殿堂のメンバーである。

## 出演作の一部
- 1972年 - 『グリーンドア (Behind the Green Door) 』
- 1973年 - 『イブの復活 (Resurrection of Eve) 』
- 1981年 - 『Swedish Erotica 1 』
- 1981年 - 『セクシャルガール/乱れた花園 (Aunt Peg's Fulfillment) 』